# Говори Москва
„Говори Москва” је југословенски кратки филм из 1950. године. Режирао га је Рико Калеф а сценарио је написао Александар Херон.

## Улоге
| Глумац               | Улога               |
| -------------------- | ------------------- |
| Љубомир Дидић        |                     |
| Дејан Дубајић        |                     |
| Александар Стојковић |                     |
| Јанез Врховец        |                     |
| Павле Вуисић         | (као Павле Вујисић) |